# UCI ProSeries
L'UCI ProSeries è un circuito mondiale di ciclismo su strada organizzato dall'Unione Ciclistica Internazionale dal 2020; come importanza si colloca alle spalle dell'UCI World Tour.

## Storia
L'UCI ProSeries è stato istituito a seguito di una riforma, voluta fortemente dall'Unione Ciclistica Internazionale e comprende al suo interno gli eventi fuori categoria (1.HC e 2.HC) dei 5 circuiti continentali.

## Squadre
La partecipazione delle squadre UCI World Tour è limitata al 70% per le gare europee e al 65% per le gare degli altri continenti. Gli organizzatori delle varie manifestazioni possono invitare squadre Professional, squadre continentali della nazione in cui si svolge la manifestazione, un massimo di due squadre continentali straniere e una squadra nazionale del paese organizzatore.

## Punteggi
I punteggi per la classifica individuale vengono attribuiti ai corridori in base ai piazzamenti nelle classifiche finali di ciascuna prova e alla tipologia della stessa; in caso di corse a tappe, si attribuiscono punti anche per i piazzamenti di ogni tappa e per i giorni in maglia di leader.
| Posizione | Classifica generale | Classifica di tappa | Maglia di leader |
| --------- | ------------------- | ------------------- | ---------------- |
| 1         | 200                 | 20                  | 5                |
| 2         | 150                 | 10                  |                  |
| 3         | 125                 | 5                   |                  |
| 4         | 100                 |                     |                  |
| 5         | 85                  |                     |                  |
| 6         | 70                  |                     |                  |
| 7         | 60                  |                     |                  |
| 8         | 50                  |                     |                  |
| 9         | 40                  |                     |                  |
| 10        | 35                  |                     |                  |
| 11        | 30                  |                     |                  |
| 12        | 25                  |                     |                  |
| 13        | 20                  |                     |                  |
| 14        | 15                  |                     |                  |
| 15        | 10                  |                     |                  |
| 16-30     | 5                   |                     |                  |
| 31-40     | 3                   |                     |                  |